# 小鳥遊まり
小鳥遊 まり（たかなし まり）は、日本の脚本家。東京青山のシナリオ・センターで脚本を学び、現在は日本シナリオ作家協会の会員。

## 略歴
第23回九州劇場シナリオコンクールにて『もう一つの卒業式』で佳作受賞、第19回フジテレビヤングシナリオ大賞にて『埋み火』で佳作受賞、第17回橋田賞新人脚本賞にて『てのひらで綴る愛』で悲願の大賞を受賞したことが脚本家への道を選択するきっかけとなる。

## 主な作品

### 劇場映画
- 映画『ブルー・ラビリンス』(2007) ‐ 原案・脚本　※2008年、スカパーで放送
- 映画『モルモット』(2011) ‐ 共同脚本
- 映画『ムンクの叫び』(2012) ‐ 脚本協力
- 短編映画『星者が町にやってきた?!』(2016) ‐ 原案・脚本
- 短編映画『MONONOKE』(2017) ‐ 原案・脚本
- 映画『OUT ZONE』(2018)[1] ‐ 企画・原案・脚本　※第42回モントリオール世界映画祭「WORLD　CREATES」部門受賞
- 短編映画『8月2日の約束』(2020)[2] ‐ 原案&脚本　※第8回八王子ShortFilm映画祭にて審査員特別賞受賞

### 舞台
- 『オセロ』(2010) ‐ 脚本
- 『アカシャ』(2012) ‐ 脚本
- 『Dogs』(2016) ‐ 脚本
- 朗読劇『プティ花子』(2020) ‐ 脚本・演出補

### ラジオドラマ
- ラジオ日本「シアター130」短編ラジオドラマ『秘密』(2008)
- FM福岡開局45周年記念ラジオドラマ『クワイエットプリーズ』(2015) ‐ 脚本　※第11回 日本放送文化大賞 九州・沖縄地区審査会にて「審査員特別賞受賞」
- RKBラジオ・短編シリーズドラマ『RKB65周年記念連続ラジオドラマ 家族びより〜シアワセの高取家〜』(2016 - ) ‐ 脚本

### テレビドラマ
- 日本テレビ『左目探偵EYE』 第5話(2010)[3]  ‐ 脚本協力

### アニメ
- 長崎放送 アニメ『ペコロスの母に会いに行く』 2話・10話・11話(2019)[4] ‐ 脚本
- 韓国「drama Korea」配信アニメ『ペコロスの母に会いに行く』2話・10話・11話(2019) ‐ 脚本

## 書籍
- 電子書籍『13回忌のバースデー』(2011~)[5] ※いるかネットブックスにて配信中
- TOブックス『涙猫～私とネコの心あたたまる11の物語～』(2013)[6] ※収録作品タイトル「しあわせのシッポ」
- アルファポリス出版 第6回ホラー小説大賞『友び忌 -呪塊十三話-』(2013) ※読者賞受賞

## 脚本公募受賞歴
- 第17回橋田賞新人脚本賞 大賞受賞『てのひらに綴る愛』
- 第19回フジテレビヤングシナリオ大賞 佳作受賞『埋み火』
- 第23回九州劇場シナリオコンクール 佳作受賞『もう一つの卒業式』
- 第1回日本文学館シナリオ大賞(2時間映画) 佳作受賞『マインド・ウィルス』
- 第1回日本一ソフトウェア短篇小説大賞脚本部門 佳作受賞『未来の君との約束』